# スマイルラボ
スマイルラボはスクウェア・エニックスの元グループ会社であり、ソーシャルネットワークサービス「ニコッとタウン」の運営のほか、ソーシャルゲームの開発も行っている。「ニコッとタウン」のアバターは「gooブログ」や「exciteブログ」などのブログサービスへも提供されている。
2017年、スマイルラボはフジゲームスと、ゲームエンジンの共同開発を開始した。
2019年、FiNC Technologiesが子会社として新スマイルラボを設立し、旧スマイルラボは資産及び人員を新スマイルラボへと譲渡した。

## 提供サービス
- ニコッとタウン（2008年9月29日[8]～）

## 提供ゲーム

### 現行
- チョコッと農園（旧チョコボのチョコッと農園[9]、2012年12月19日[10]～）

### 過去
- チョコッとライフ (2016年10月25日[11]〜2019年6月10日)
- にゃん歩計 (2017年1月18日[12]〜2019年5月10日)
- やきゅコレ（2015年4月21日[13]～2016年6月29日[14]）
- 創世のニルヴァーナ（2012年9月5日[15]～2013年10月31日[16]） ※スクウェア・エニックス配信
- プレカトゥスの天秤 (開発名Project7、2018年10月31日[17]～2020年1月6日[18]) ※フジゲームスとの共同開発[19]、フジゲームス配信